# Engelse Furie

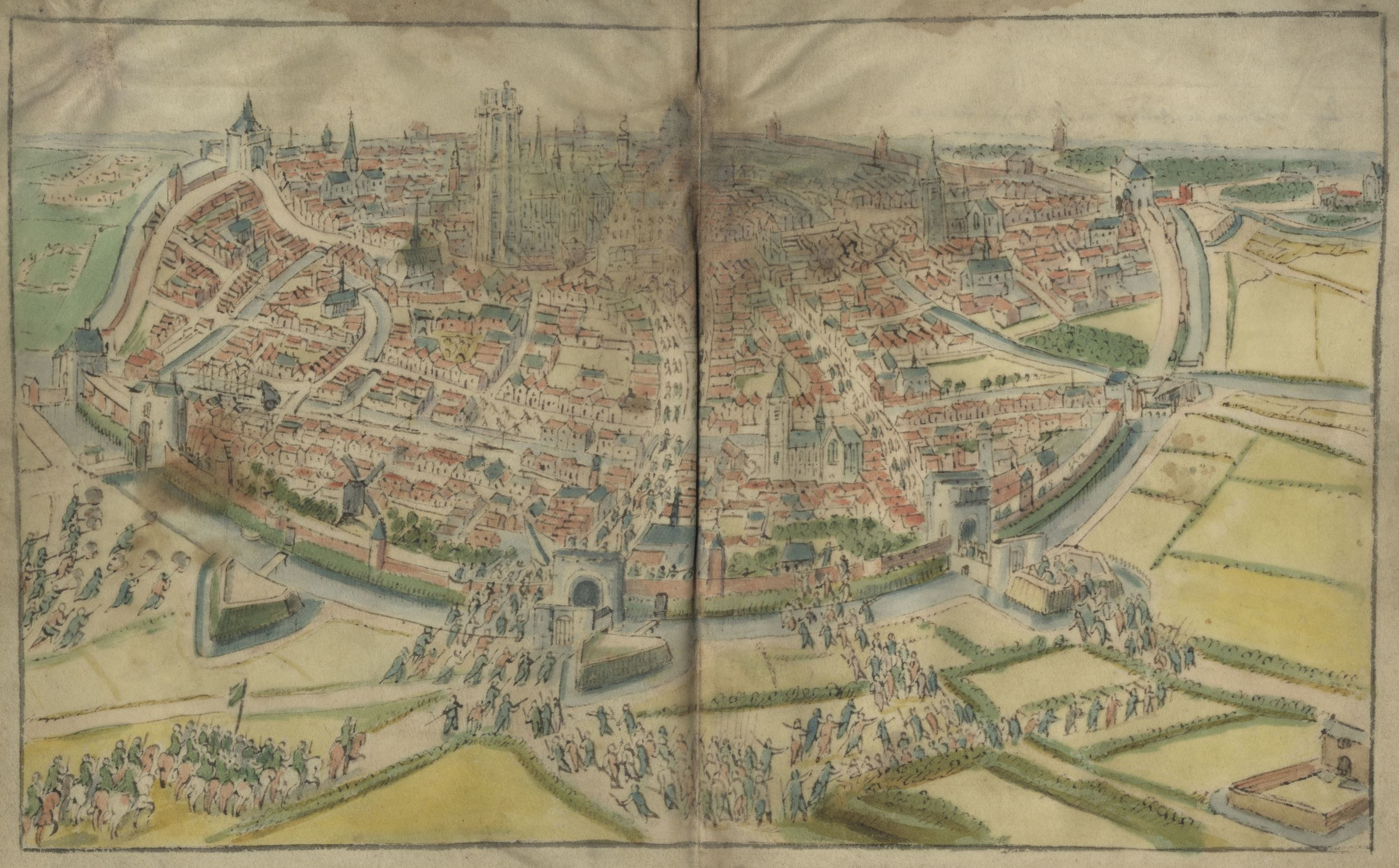
Anonieme schets van de Engelse Furie, ca. 1600

De Engelse Furie was een gevecht in de stad Mechelen dat plaatsvond op 9 april 1580 ten tijde van de Tachtigjarige Oorlog. Een Staats leger bestaande uit Hollandse, Engelse en Schotse troepen onder leiding van Olivier van den Tympel, de Staatse burgemeester van Brussel, bestormde de stad die onder controle van koningsgezinde troepen stond. De aanvallers stelden de schuttersgilden buiten gevecht met hulp van Engelse en Schotse versterkingen en plunderden vervolgens de stad. Hierom staat deze gebeurtenis bekend als de Engelse Furie. Ze vormden het begin van vijf jaar calvinistisch bewind in Mechelen.

## Aanleiding
Na de grote Spaanse overwinning in de Slag bij Gembloers (31 januari 1578) werd Brabant het primaire strijdtoneel tussen Staatse en Spaanse legers. De Staten-Generaal en Oranje waren vanuit Brussel uitgeweken naar Antwerpen en begonnen ter verdediging Brussel en omliggende steden te versterken met garnizoenen. Het net verslagen Staatse leger was impopulair en vanuit de Brusselse bevolking werd geëist dat het regiment van Olivier van den Tympel, betaald door de Staten van Holland, de verdediging van de hoofdstad overnam. Enkele Staatse vendels die door Boussu in Mechelen waren gelegerd werden ook vervangen door Hollandse vendels, waarschijnlijk uit het regiment van IJsselstein, terwijl Pontus de Noyelles (heer van Bours) de gouverneur en militair bevelhebber van de stad Mechelen werd.
De bevolking diende de soldij van de troepen te betalen, maar de magistraten schreven in november 1578 aan Oranje dat zij de kosten voor de twee Hollandse compagnieën van Pontus in Mechelen en de twee compagnieën te Vilvoorde niet konden opbrengen. Twee van de zes Hollandse vendels werden in januari 1579 door aartshertog Matthias overgeplaatst naar Maastricht toen duidelijk werd dat Parma die stad wilde gaan belegeren. Ondertussen waren er toenemende religieuze spanningen tussen de Hollandse soldaten in Mechelen, gesteund door de calvinistische minderheid in de stad, en de katholieke meerderheid van de burgers. Dit mondde uit in een straatgevecht op 29 mei 1579, waarna de Hollandse vendels zich uit Mechelen terugtrokken. Gouverneur Pontus van Noyelles bedankte Oranje voor het feit dat deze zich hier (met tegenzin) in schikte, liep vervolgens over naar de Spaanse zijde en sloot vrede met Parma.
Door deze situatie was de heerlijkheid Mechelen omringd met steden die door de calvinisten werden bestuurd. De aanvoer van levensmiddelen verliep steeds moeilijker en er kwam een massale emigratie op gang. Mechelen was net als 's-Hertogenbosch een van de weinige steden waar de katholieke koningsgezinden nog de macht hadden, zich niet aangesloten hadden bij de Unie van Utrecht en uiteindelijk Staatse troepen uit de stad verjoegen. In het opstandige kamp had men begin april 1580 het idee opgevat om de Mechelse machthebbers met geweld af te zetten.

## Gevecht
Op 9 april 1580 werd de stad Mechelen net voor de dageraad bestormd door Staatse troepen onder leiding van de gouverneur van Brussel, Olivier van den Tympel, met de medewerking van legers van de Engelse kolonel John Norreys en de Schotse kapitein Stuart. Van den Tympel rukte op met manschappen uit de garnizoenen van Brussel en Vilvoorde en met de ruiterij van Karel van Lievin. Zij slaagden erin de Overste Poort in te nemen. Kolonel Norreys drong de stad binnen via de Koeipoort met zijn Engelse en Schotse soldeniers. Ze werden hierbij geholpen door staatsgezinde burgers van Mechelen die de poorten van binnenuit openden.
Binnen de stad woedde een gevecht met de burgerwacht en de schuttersgilden, die uiteindelijk het onderspit moesten delven. Er vielen een zestigtal doden, o.a. toen de Engelsen kloosters, kerken en privé-eigendommen leegroofden. Minstens twee karmelieten werden gedood. De relieken van Sint-Rombout werden uitgestrooid. Matthias Hovius, de latere aartsbisschop van Mechelen, verborg zich gedurende drie dagen in een kast en vluchtte dan de stad uit, gekleed in een boerenkiel. De plunderingen zouden een ganse maand hebben geduurd.

## Gevolgen
Van den Tympel veroverde Mechelen om de stad te dwingen alsnog bij de Staatsen aan te sluiten. Mechelen bleef in Staatse handen tot 19 juli 1585, en was met Brussel, Oostende en Antwerpen een van de laatste Zuid-Nederlandse steden die door de Spanjaarden werden heroverd. De stad lag in puin; verschillende kerkelijke gebouwen binnen de stadswallen waren verwoest en hele wijken buiten de omwalling waren gesloopt of afgebrand.